# SCPI
SCPI (англ. Standard Commands for Programmable Instruments) — мова команд для приладів з використанням ASCII, призначена для роботи з діагностичними та вимірювальними пристроями. В основі команд SCPI лежить ієрархічна структура, звана системою з деревоподібною структурою. У цій системі пов'язані команди групуються разом під загальним вузлом або коренем, таким чином формуються підсистеми. Як приклад системи з деревоподібною структурою нижче наведена частина підсистеми OUTPut.
OUTPut :
SYNC {OFF|0|ON|1}
SYNC :
MODE {NORMal|CARRier}
POLarity {NORMal|INVerted}
OUTPut є ключовим словом кореня, SYNC є ключовим словом другого рівня, MODE і POLarity є ключовими словами третього рівня. Двокрапка (:) використовується для розділення ключового слова команди і ключового слова нижчого рівня.
SCPI визначає стандартні правила скорочення ключових слів, використовуваних як команди. Ключові слова можуть бути використані або в довгій (наприклад, MEASure — виміряти), або в короткій прописаний формі (MEAS). Команди у форматі SCPI префіксуються двокрапкою. Аргументи команд розділяються комою. Стандарт SCPI оперує з моделлю програмованого інструменту. Функціональні компоненти моделі включають систему вимірювань (підсистеми «вхід», «датчик» і «калькулятор»), систему генерації сигналів (підсистеми «калькулятор», «джерело» і «вихід») і підсистеми «формат», «показ», «пам'ять» і «тригер». Природно, що у деяких інструментів відсутні деякі системи або підсистеми. Наприклад, осцилограф не має системи генерації сигналів, а програмований генератор цифрових послідовностей — системи вимірювань.
Приклад команди, яка конфігурує цифровий мультиметр для вимірювання змінної напруги величиною до 20 В з точністю 1 мВ і одночасно запитує результат вимірювання:
MEASure: VOLTage: AC? 20, 0.001
- Двокрапка позначає початок нової команди.
- Ключові слова MEASure: VOLTage: AC повідомляють мультиметру, що потрібно провести вимірювання змінної напруги.
- Знак питання повідомляє мультиметру, що результат вимірювання має бути повернений комп'ютеру або контролеру.
- Числа 20 і 0.001, розділені комою, задають діапазон і точність вимірювання.